# Pointe-Noire
Pointe-Noire (deutsch „Schwarze Spitze“) ist eine Hafenstadt in der Republik Kongo. Sie ist seit 2002 die Hauptstadt des gleichnamigen autonomen Departements, war aber zuvor die Hauptstadt der Region Kouilou. Sie liegt auf einer Landzunge zwischen der Bucht von Pointe-Noire und dem Atlantischen Ozean. Pointe-Noire ist das wichtigste Handelszentrum der Republik Kongo und die zweitgrößte Stadt des Landes mit einer Bevölkerung von 1.398.812 Einwohnern laut der offiziellen nationalen Volkszählung. Sie ist Hauptstadt des Departement Pointe-Noire.

## Allgemeines
Die Stadt liegt an der Atlantikküste, nördlich der Grenze zur angolanischen Exklave Provinz Cabinda. Sie ist mit der Hauptstadt Brazzaville durch eine Eisenbahnlinie verbunden, die zwischen 1924 und 1934 erbaut wurde. Der Hafen der Stadt wurde 1939 fertiggestellt.
Auch nach der Unabhängigkeit des Kongo 1960 war Pointe-Noire eine Basis der französischen Armee für Interventionen in Zentralafrika.

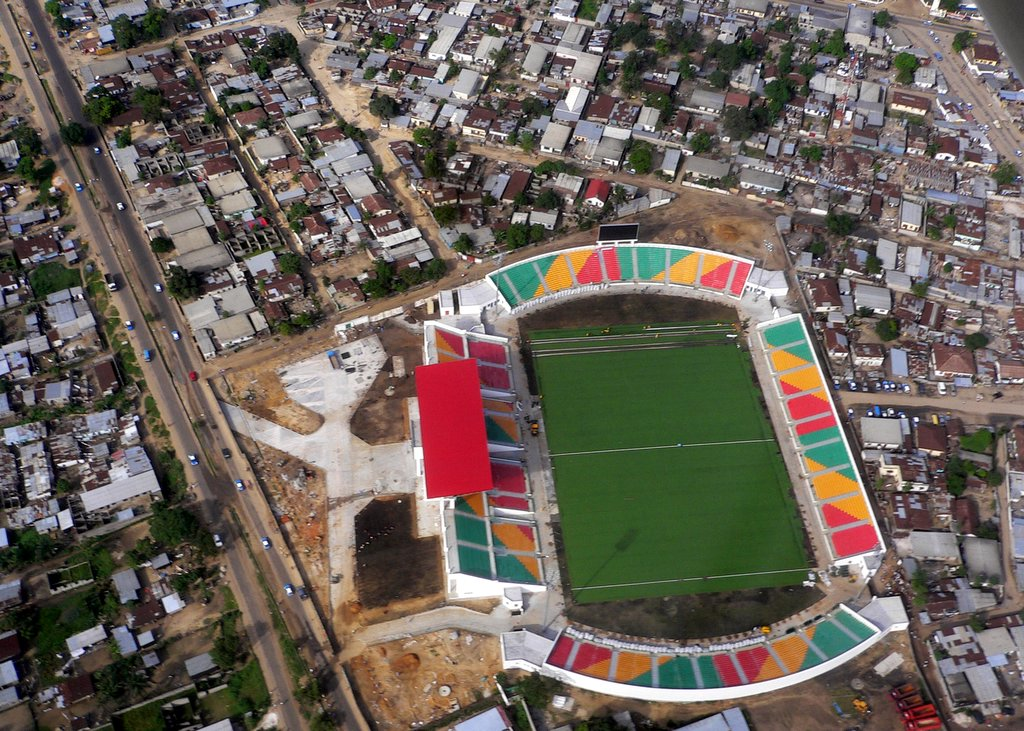
Stadion von Pointe-Noire
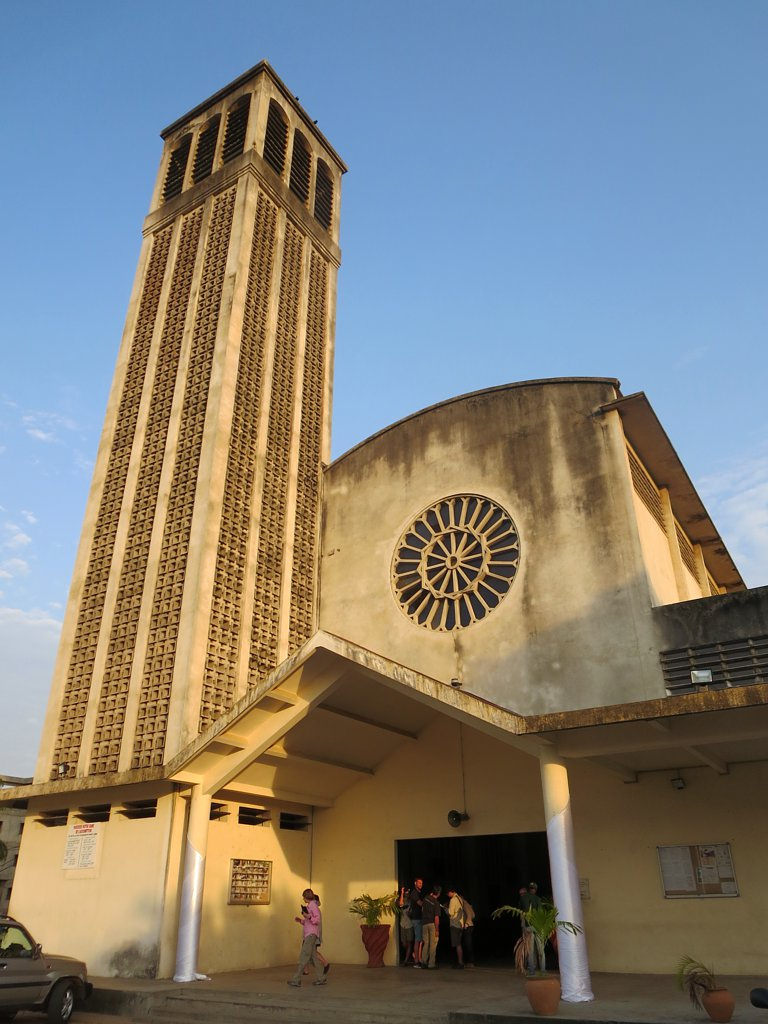
Kirche Notre Dame in Pointe-Noire
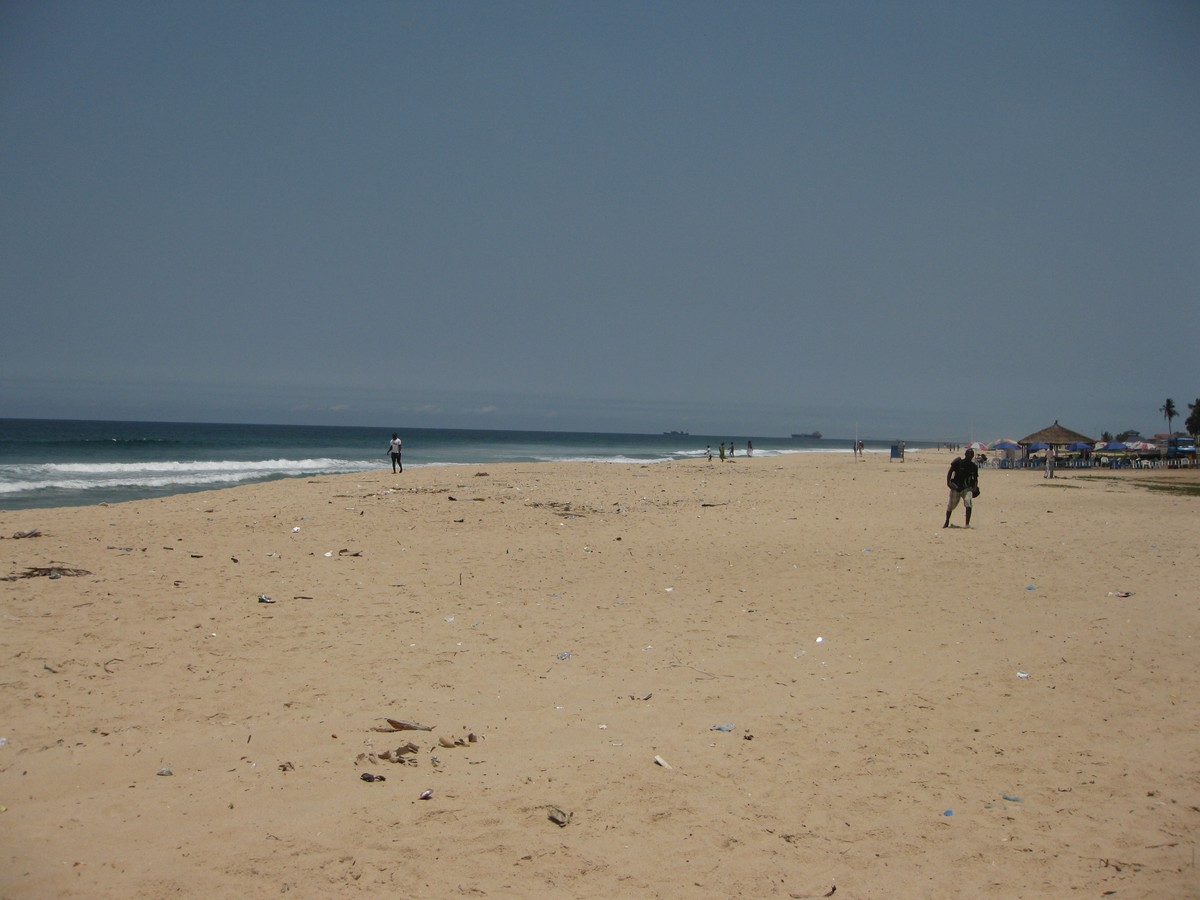
Strand
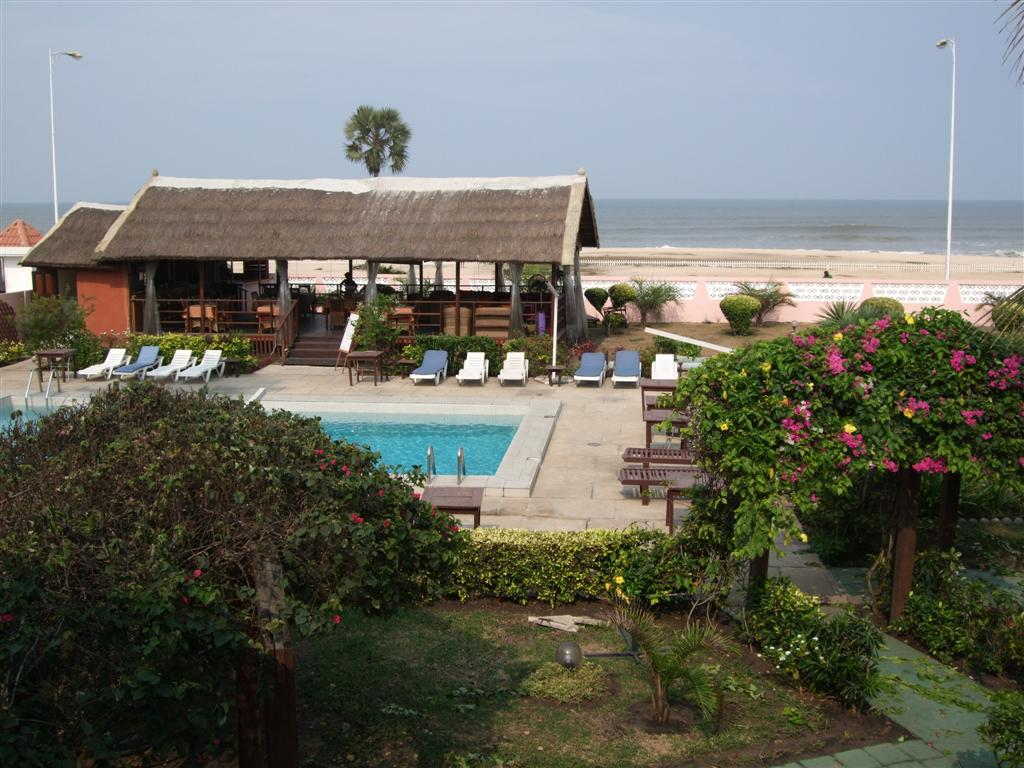
Strandhotel in Pointe-Noire

## Wirtschaft
Pointe-Noire ist der wichtigste Seehafen der Republik Kongo und gilt als Wirtschaftsmetropole des Landes. Seine Bedeutung hat noch zugenommen, seit vor der Küste Öl gefördert wird. Der französische Konzern Elf Aquitaine besitzt eine Förderlizenz und unterhält eine Niederlassung in der Stadt, die auch einen internationalen Flughafen besitzt. Ein wichtiger Wirtschaftszweig ist die Fischerei, die aber seit den 1990er Jahren bedingt durch die Ölförderung unter zunehmender Meeresverschmutzung leidet.
Pointe-Noire ist außerdem Endbahnhof der 1921–1934 erbauten, 510 km langen Kongo-Ozean-Bahn von Brazzaville. Bei deren Bau kamen etwa 20.000 Zwangsarbeiter aus allen Teilen Französisch-Äquatorialafrikas ums Leben, meist auf Grund von mangelnder Versorgung und von Misshandlungen, durch Unfälle und Malaria. Geplant ist eine Verlängerung um 1000 km nach Ouésso vor allem für den Holztransport nach Pointe-Noire.

## Bildung
Pointe-Noire besitzt einen Campus des katholischen Institut supérieur de technologie d'Afrique centrale (dessen Hauptsitz ist Yaoundé in Kamerun) sowie höhere technische Schulen für Maschinenbau und maritime Technologie, ferner ein Berufsbildungszentrum für die Kraftfahrzeugbranche und eine Businessschule.

## Sport
In Pointe-Noire ist der Fußballverein Abeilles FC beheimatet, der 1967 kongolesischer Meister wurde, sowie der EPB Pointe-Noire.

## Söhne und Töchter
- Alfred Raoul (1938–1999), Politiker
- Ernest Kombo (1941–2008), katholischer Geistlicher, Bischof von Owando
- Louis Portella (* 1942), katholischer Geistlicher, Bischof von Kinkala
- Jean-Claude Makaya Loembe (* 1954), katholischer Geistlicher, Altbischof von Pointe-Noire
- Anatole Collinet Makosso (* 1965), Politiker
- Alain Mabanckou (* 1966), Schriftsteller
- Delvin N’Dinga (* 1988), Fußballspieler
- Natacha Ngoye Akamabi (* 1993), Sprinterin

## Partnerstädte
- Le Havre,  Normandie, Frankreich (seit 1984)[7]
- New Orleans,  Louisiana, Vereinigte Staaten (seit 1990)

## Klimatabelle
|                       | Jan  | Feb  | Mär  | Apr  | Mai  | Jun  | Jul  | Aug  | Sep  | Okt  | Nov  | Dez  |   |      |
| Mittl. Tagesmax. (°C) | 29,6 | 30,2 | 30,6 | 30,4 | 28,9 | 26,6 | 25,0 | 25,0 | 26,3 | 28,0 | 28,7 | 29,1 | ⌀ | 28,2 |
| Mittl. Tagesmin. (°C) | 23,6 | 23,7 | 23,9 | 23,9 | 22,9 | 20,1 | 18,3 | 19,1 | 21,1 | 23,1 | 23,4 | 23,5 | ⌀ | 22,2 |
|                       |      |      |      |      |      |      |      |      |      |      |      |      |   |      |
| Niederschlag (mm)     | 160  | 197  | 241  | 186  | 85   | 1    | 1    | 2    | 12   | 81   | 201  | 137  | Σ | 1304 |
|                       |      |      |      |      |      |      |      |      |      |      |      |      |   |      |
| Sonnenstunden (h/d)   | 5,0  | 5,8  | 4,8  | 5,2  | 4,1  | 4,1  | 3,5  | 3,5  | 2,1  | 3,1  | 3,9  | 4,5  | ⌀ | 4,1  |
|                       |      |      |      |      |      |      |      |      |      |      |      |      |   |      |
| Regentage (d)         | 11   | 12   | 11   | 9    | 4    | 0    | 0    | 1    | 5    | 11   | 13   | 8    | Σ | 85   |
|                       |      |      |      |      |      |      |      |      |      |      |      |      |   |      |
| Luftfeuchtigkeit (%)  | 85   | 83   | 83   | 85   | 86   | 84   | 84   | 83   | 84   | 83   | 86   | 86   | ⌀ | 84,3 |

| 23,6 |

| 23,7 |

| 23,9 |

| 23,9 |

| 22,9 |

| 20,1 |

| 18,3 |

| 19,1 |

| 21,1 |

| 23,1 |

| 23,4 |

| 23,5 |

| 23,6 |

| 23,7 |

| 23,9 |

| 23,9 |

| 22,9 |

| 20,1 |

| 18,3 |

| 19,1 |

| 21,1 |

| 23,1 |

| 23,4 |

| 23,5 |